# Günter Hoch
Günter Hoch (* vor 1980) ist ein österreichischer Botaniker und Hochschullehrer an der Universität Basel.

## Leben
Günter Hoch studierte bis 1999 an der Universität Wien Ökologie und promovierte zwischen 1999 und 2002 bei Christian Körner an der Universität Basel in Botanik. Hoch wurde 2009 in Basel habilitiert. Er arbeitet zusammen mit Ansgar Kahmen und Erika Hiltbrunner in der Forschungsgruppe „Physiological Plant Ecology PPE“.

## Forschung
Als Ökophysiologe liegt sein Forschungsinteresse im Verständnis der biologischen Mechanismen bei Prozessen in Pflanzen und Ökosystemen. Er kombiniert Experimente In-situ im Feld mit solchen Ex-situ im Labor, um ein besseres Wissen über die Funktionen und Prozesse unter wechselnden Klimabedingungen zu erlangen. Sein Hauptforschungsschwerpunkt liegt in den Beziehungen zwischen Baumkohlenstoff und der Begrenzung des Baumwachstums unter klimatischem Stress wie Kälte oder Trockenheit.